# Jan Groover
Jan Groover (* 24. April 1943 in Plainfield, New Jersey; † 1. Januar 2012 in Montpon-Ménestérol, Frankreich) war eine amerikanische Fotografin, Malerin und Hochschullehrerin. Sie arbeitete zunächst als abstrakte Malerin und wandte sich in den 1970er Jahren der Fotografie zu. Sie ist bekannt für ihre formalistischen Stillleben-Fotografien von Haushaltsgegenständen und wurde zu einer wichtigen Vertreterin für neuere Stillleben-Fotografie.

## Leben und Werk
Groover studierte von 1961 bis 1965 am Pratt Institute, wo sie 1965 den Bachelor of Fine Arts erhielt, und erwarb 1970 den Master of Arts in Art Education an der Ohio State University. Von 1970 bis 1973 lehrte sie als Dozentin an der University of Hartford in Connecticut.
Ein Jahr nach ihrer Heirat mit dem Maler Bruce Boice kaufte sie 1967 ihre erste 35-mm-Kamera, eine Pentax SLR. Sie begann zu fotografieren und war ab 1971 als freiberufliche Fotografin in New York City tätig. Ihr erschien die Fotografie freier und künstlerisch offener als die männlich dominierte Malerei.
1972 gab sie die Malerei auf, um sich ganz der Fotografie zu widmen, und zog 1973 nach New York City. 1978 begann sie sich auf das Fotografieren von Stillleben zu konzentrieren, einem klassischen Genre der bildenden Kunst, das sie bis zu ihrem Lebensende an Themen, Formaten und Verfahren erkundete. Ab 1979 lehrte sie an der State University of New York in Purchase (New York).
Während sie ihre Dokumentarfotografie in Magazinen wie LIFE zeigte, ließ sie ihre Kenntnisse der Malerei in ihre fotografische Arbeit einfließen und zeigte abstrakte Fotografie. Neben Stillleben umfasste ihre Arbeit auch Serien zu den Themen Autobahnen, Porträts und Körperfragmente.
1979 begann sie mit dem Platin-Palladium-Druck, einem zeitaufwändigen Schwarz-Weiß-Verfahren, das hundert Jahre zuvor, in den 1870er Jahren, populär war. Dieser Prozess war nach dem Ersten Weltkrieg durch schnellere, billigere Dunkelkammerprozesse so gut wie überholt. Groovers Rückkehr zu diesem langsameren Prozess trug zu ihrer durchdachten Anordnung von Stilllebenszenen bei, von denen sie viele mit großformatigen Fachkameras aufnahm, die auch mit der Innovation kompakterer, leichterer Kameras in Vergessenheit geraten waren. In ihren Fotografien wird jedes Element scheinbar sorgfältig kontrolliert und konstruiert, einschließlich Komposition, Beleuchtung und Maßstab.
Groover zog 1991 mit ihrem Ehemann von New York City nach Montpon-Ménestérol, wo sie 1991 ihre Experimente mit einer Vielzahl von Druckverfahren fortsetzte. Sie starb dort im Alter von 68 Jahren am 1. Januar 2012.
2017 vermachte ihr Ehemann dem Photo Elysée in Lausanne rund 11.000 Stücke wie Abzüge, Negative, Kontaktabzüge, schriftliche Dokumente und technisches Material.
Ihre Werke befinden sich unter anderem in den Sammlungen des Museum of Modern Art, des Art Institute of Chicago, des Amon Carter Museum of American, des Smithsonian American Art Museum in Washington, D.C. und des Los Angeles County Museum of Art.

## Auszeichnungen
- 1975: Stipendium des New York State Council on the Arts
- 1978: National Endowment for the Arts Fellowship
- 1978: John Simon Guggenheim Memorial Foundation Fellowship[11]
- 1979: Photography Grant, National Endowment on the Arts
- 1983: National Endowment for the Arts Fellowship

## Ausstellungen (Auswahl)
- 1987: Einzelausstellung, MoMA
- 2017: GAK Gesellschaft für Aktuelle Kunst, Bremen
- 2020: Jan Groover. Laboratory of Forms, Photo Elysée, Lausanne